# Törzsdúcok és összeköttetéseik
A törzsdúcok (basalis magvak vagy basalis ganglionok) fontos szerepet játszanak a testtartás és az akaratlagos mozgások szabályozásában. A központi idegrendszer számos, a motoros működések kontrolljában szerepet játszó egyéb részeitől eltérően, a törzsdúcoknak nincsenek közvetlen afferens vagy efferens összeköttetéseik a gerincvelővel. Az itt következő rész ismerteti a törzsdúcok anatómiai jellemzőit, elhelyezkedésüket, összeköttetéseik és működéseiket. Ez egyben alapot teremt azoknak az összefüggéseknek a megértéséhez, amelyek az előbbiek és az idegrendszer ezen részének betegségei között fennállnak.

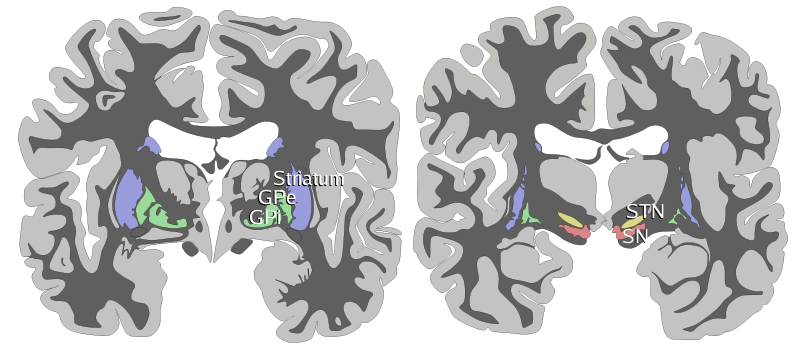
A törzsdúcok az agy koronális metszetein.

## Terminológia
A törzsdúcok (nucleus basalis, ganglion basale) elnevezést a mindkét oldali agyféltekében megtalálható, szürkeállományból álló tömörülések egy bizonyos együttesének megnevezésére alkalmazzuk. Ilyenek: a csíkolt test (corpus striatum), a mandulamag (corpus amygdaloideum) és a zár (claustrum). A törzsdúcok között igen komplex kölcsönös kapcsolatok vannak, de itt csak a legfontosabb idegpályák szerepelnek.

### A csíkolt test
A csíkolt test corpus striatum a talamusztól lateralisan helyezkedik el, és egy fontos pályákat tartalmazó fehérállomány-lemez, a belső tok (capsula interna) csaknem teljesen két részre osztja; a farkalt magra (nucleus caudatus) és a lencsemagra (nucleus lentiformis). A csíkolt kifejezés használata azért indokolt, mivel a belső tokon (capsula interna) áthaladó szürke állományból álló hidak, amelyek összekötik a farkaltmagvat a lencsemaggal, ennek a területnek valóban csíkolt kinézetet adnak.

## A farkalt mag
A farkalt mag (nucleus caudatus) egy nagy, C alakú szürkeállomány tömörülés, szorosan összefügg az oldalkamrával, a talamusztól oldalra helyezkedik el. Oldalsó felszínét a lencsemagtól a belső tok (capsula interna) választja el. Feji, testi és farki része van. A mag az oldalsó agykamra határolásában részt vesz, és annak görbületét követi. A farokrész elől, a mandulamagban végződik.

## A lencsemag
A lencsemag nucleus lentiformis ék alakú, szürkeállományból álló képlet, amelynek a széles, domború alapja lateralis irányba, éle pedig medialis irányba néz. Az agyfélteke fehérállományában mélyen beágyazottan helyezkedik el. Egy fehérállományból álló függőleges lemez a lencsemagot egy nagyobb, sötétebb, lateralis részre, és egy belső, világosabb részre osztja.

## A mandulamag
A mandulamag (corpus amygdaloideum) a halántéklebenyben helyezkedik el. A mandulamag a limbikus rendszer része. Befolyásolni tudja a szervezetnek a környezeti változásokra bekövetkező válaszreakcióit. Félelem hatására pl. meg tudja változtatni a szívritmust, a vérnyomást, a bőrszínt és a légzésszámot.

## A feketeállomány és a szubtalamikus magvak
A feketeállomány (substantia nigra) és a köztiagy talamusz alatti, szubtalamikus magvai funkcionálisan szorosan kapcsolódnak a törzsdúcokhoz. A feketeállomány neuronjai gátló, a talamusz alatti magvak ingerlő hatásúak.

## A törzsdúcok működései
A törzsdúcok egymással, valamint az idegrendszer számos különböző területével nagyszámú neuronból álló, komplex hálózaton keresztül állnak összeköttetésben. A törzsdúcok aktivitását azok az információk indítják be, amelyeket az agykéregből, a talamuszból és az agytörzsből kap. A törzsdúcokból származó ingerületek befolyásolják az agykéreg mozgató mezőinek, valamint az agytörzsben más motoros központok aktivitását. Azaz az agykéreg befolyásolásán keresztül kontrollálják az izmok mozgását, és segítik az akaratlagos mozgásokat és az ügyes mozgások megtanulását. A törzsdúcok nem csupán befolyásolják pl. a végtagok mozgásainak kivitelezését, de segítenek is azok előkészítésében. Ezt a törzsizmok és a végtagövek izmainak beállításán keresztül tudják elérni. Ennek az előkészítésnek köszönhetően a törzs és a végtagok megfelelő helyzetbe kerülnek, még mielőtt az elsődleges motoros kéreg beindítaná a kéz és a láb egyedi mozgásainak megkezdését.

## Talamusz
A talamusz az agytörzs elülső végénél helyezkedik el, és fontos átkapcsoló valamint információkat integráló állomásként működik azon ingerületek viszonylatában, amelyek az agykéreg valamelyik részéhez, a törzsdúcokhoz, a hipotalamuszhoz és az agytörzshöz futnak. 

## Hipotalamusz
A hipotalamusz (hypothalamus) szabályozza a szervezet belső környezetének viszonylagos állandóságát (homeostasis) az autonóm idegrendszeren és az endokrin rendszeren keresztül, és alapvető szerepet játszik az érzelmi (emocionális) magatartásban.